# Mesoleptus cooperator
Mesoleptus cooperator là một loài tò vò trong họ Ichneumonidae.